# Bauordnungsrecht
Das Bauordnungsrecht in Deutschland ist neben dem Bauplanungsrecht ein Teilbereich des öffentlichen Baurechts und steht im Wesentlichen unter der Hoheit der deutschen Länder. Es wird von ihnen insbesondere in den Landesbauordnungen geregelt, die sich an der Musterbauordnung (MBO) orientieren. 
Das Bauordnungsrecht befasst sich mit den baulich-technischen Anforderungen an die Bauvorhaben und regelt in erster Linie die Abwehr von Gefahren, die von der Errichtung, dem Bestand und der Nutzung baulicher Anlagen ausgehen. Die Bauordnungen der Länder enthalten die Regelungen zum Baugenehmigungsverfahren und zur Bauaufsicht. Darüber hinaus enthalten die Landesbauordnungen auf Grundlage des Baugesetzbuches bauliche Gestaltungsbestimmungen, die entweder im Rahmen eines Bebauungsplanes oder auf Grundlage anderer Satzungen erlassen werden können.
Gegenstand des Bauordnungsrechts sind Vorschriften über die Errichtung, Änderung und den Abbruch von baulichen Anlagen, insbesondere von Gebäuden. Perspektive ist dabei, dass einzelne Gebäude in technischer und architektonischer Hinsicht nicht die gesamte Bebauung einer Straße, eines Stadtviertels oder gar einer ganzen Gemeinde verursachen; diese Gegenstände werden vom Bauplanungsrecht (auch als Städtebaurecht bezeichnet) geregelt.
In Deutschland liegt das Bauordnungsrecht in der Gesetzgebungskompetenz der Bundesländer. Alle Länder haben dementsprechend eigene Bauordnungen erlassen. Trotz der Bezeichnung Bauordnung handelt es sich um ein Gesetz im formellen Sinne.

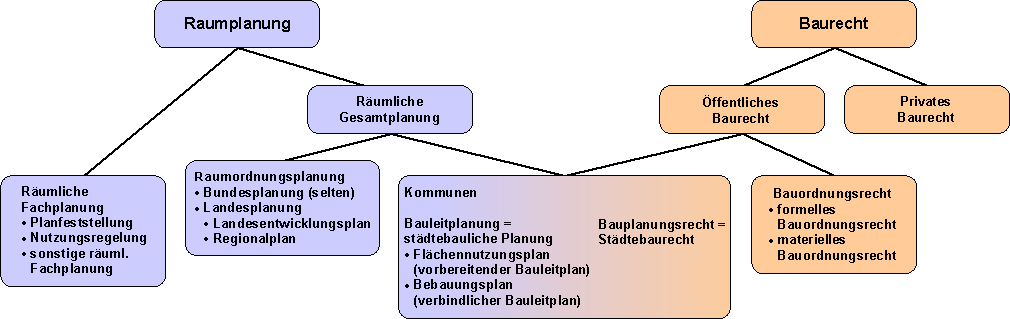
Stellung des Bauordnungsrecht im Gesamtgefüge Raumplanung und Baurecht

Wesentliche Funktionen des Bauordnungsrechts sind:
- Gefahrenabwehr im Baubereich. Das Bauordnungsrecht stellt Anforderungen an die Beschaffenheit baulicher Anlagen, um Gefahren – insbesondere für Leben und Gesundheit – zu vermeiden. Dies sind z. B. Anforderungen an die Standsicherheit von Gebäuden, an die Beschaffenheit von Baumaterialien oder an den baulichen Brandschutz.
- Gewährleistung der Einhaltung anderer gesetzlicher Bestimmungen. Die Erteilung einer Baugenehmigung setzt die Einhaltung aller für das Bauvorhaben einschlägigen öffentlich-rechtlichen Vorschriften voraus, auch solcher, die nicht Gegenstand des Bauordnungsrechts sind (z. B. solche an den baulichen Wärmeschutz). Die Einhaltung wird entweder im Baugenehmigungsverfahren überprüft oder muss vom Bauwilligen nachgewiesen werden.
- Gewährleistung sozialer Mindeststandards. Das Bauordnungsrecht stellt Mindestanforderungen an Aufenthaltsräume und Wohnungen unter dem Gesichtspunkt des Gesundheitsschutzes und seit neuestem auch unter dem Gesichtspunkt der Barrierefreiheit (Zugänglichkeit für in ihrer Mobilität Behinderte).
- Vollzug der Bauleitplanung. Baugenehmigungen dürfen nur erteilt werden, wenn das Bauvorhaben den jeweils anwendbaren Bestimmungen und Festsetzung der Bauleitplanung nicht widerspricht.
- Verhütung von Verunstaltungen. Das Bauordnungsrecht verbietet Baugestaltungen, die verunstaltend wirken. Darin liegt einerseits die Gefahr, dass Baubehörden „Geschmack verordnen“ können, wenn sie von ihrer Befugnis keinen zurückhaltenden Gebrauch machen; andererseits lassen sich „architektonische Ausreißer“ nicht konkreter beschreiben.